# Klaus Järvinen
Klaus Alarik Johannes Järvinen, född 19 december 1917 i Jämsä, död 21 juli 2003 i Helsingfors, var en finländsk läkare. 
Järvinen, som var specialist i invärtes medicin och allergologi, blev medicine och kirurgie doktor 1950 och fick professors namn 1970. Han var överläkare vid Allergisjukhuset i Helsingfors 1969–1981 och ledde framväxten av den moderna kliniska allergologin i Finland. Han författade skrifter inom invärtes medicin och allergologi och gjorde sig även känd som folkbildare och publicist.